# Arena Brno
Arena Brno je plánovaná multifunkční hala v Brně ve čtvrti Pisárky. Hala má stát v sousedství brněnského výstaviště a sloužit nemá jen pro sportovní a kulturní akce, ale třeba i veletrhy. Celkem má mít na 30 způsobů využití. 

## Financování
Plánovaná cena projektu je 5,75 miliardy korun, z toho 3 miliardy korun má zaplatit Brno ze svého rozpočtu. Dle usnesení z 20. června 2023 si Brno půjčí pro účel stavby další 2 miliardy korun, Jihomoravský kraj přispěje 200 milióny korun, stát skrze Národní sportovní agenturu 300 milionů korun. Navrhovaná kapacita je 13 300 diváků. Projektanty je sdružení firem A PLUS a Arch.Design, zhotovitelem je firma HOCHTIEF CZ.

## Stavba
Dne 18. září 2023 započala poklepáním základního kamene oficiálně stavba areny. U haly by mělo vzniknout 1300 parkovacích míst, z toho 150 přímo v hale. 

## Akce (plán)
- Extraliga ledního hokeje, sídlo hokejového týmu HC Kometa Brno
- Mistrovství Evropy v házené žen 2026 (pořadatelství Česko, Polsko, Slovensko, Rumunsko, Turecko)
- Mistrovství světa v házené žen 2031 (pořadatelství Česko, Polsko)